# 西成鉄道
西成鉄道（）は、現在のJR西日本大阪環状線の一部及びJRゆめ咲線（桜島線）を建設した明治時代の私鉄である。
1898年、大阪 - 安治川口間を開業。旅客営業は福島 - 安治川口間のみであったが、翌1899年に大阪－福島間でも旅客営業を開始した。1904年、全区間を官設鉄道に貸し渡し、1905年に開業した安治川口－天保山（現在廃止）間も同時に貸し渡された。
1906年公布の鉄道国有法により同年12月1日に全線（4M44C）が国有化され、1909年の国有鉄道線路名称制定時に西成線となった。

## 歴史
西成鉄道は大阪から安治川口にいたる短い路線である。かつては僅か数年ではあるが官設鉄道安治川支線が開業していた。当時の大阪港であった安治川上流の富島は川幅、水深とも小さく汽船の大型化に対応できないため貨物は神戸港にシフトしていた。このため、安治川河口付近に築港工事（大阪港第1次修築工事）が計画されることになり、資材運搬と臨港鉄道の計画が考えられた。
まず、堺市の食満藤平らのグループが大阪駅付近より西成郡川北村大字南新田（大阪市編入後に川岸町へ改称）に至る延長3哩45鎖の川口鉄道を出願、もうひとつは西成郡下福島村の江川常太郎ら安治川付近の住人が天保山対岸の西成郡川北村大字築地（大阪市編入後に桜島町へ改称）より同郡下福島村、野田村、上福島村、曾根崎村を経て大阪にいたる延長3哩52鎖の西成鉄道を出願した。ところがこの競願は官設鉄道の敷設見込みとして却下されてしまった。このため両者は合議をはかり川口鉄道の発起人は願書を撤回し西成鉄道の計画に加わることになった。一方官設鉄道の敷設計画は予算の都合から早期実現の見込みは立たなかった。しかし安治川沿いの発展には時間の猶予は許されないという事情もあった。西成鉄道は政府による鉄道買収の求めがあるときはそれに応じるという追願を提出。その結果1894年に仮免状が下付されることになった。1896年2月に免許状が下付され、5月に起工となった。1898年3月に竣功し4月に大阪 - 安治川口間の貨物営業を開始した。なお旅客営業は大阪－福島間は連絡工事未完成のため福島-安治川口間のみとし翌年工事完成まで続けられた。
1898年に関西鉄道は大阪港との連絡をはかるため西成鉄道を買収する計画をたてた。そこで10月の臨時株主総会において議案を提出したが買収後の利益が不明であるとして実現しなかった。1902年にも買収についての話がもちあがったがこれも成立しなかった。この動きに対し関西鉄道とは競争関係にあった官設鉄道（政府）も西成鉄道買収を検討するようになっていた。
一方国有化の噂は岩下清周を西成鉄道に関与するきっかけとなった。1899年頃北浜銀行創業期の第二位の大株主であり重役の灘の酒造家鷲尾久太郎がこの西成鉄道株買占めに失敗し支払に困窮。これを救済するべく負債を肩代わりした結果15000株を銀行が引き取ることになり、まず1902年に渡邊千代三郎（のち大阪瓦斯社長）を送り込み1904年に渡邊が社長辞任後は岩下自身が国有化まで社長をすることになった。そして国有化の話はちょうど日露戦争勃発により軍用貨物及び兵員の輸送が大阪港を利用することになっていたため、とりあえず西成鉄道を借り受けることになった。やがて日露戦争終結後鉄道国有法が成立。買収される17私鉄の中では最も規模が小さかったが、もともと官設で建設する構想があり、またすでに貸し渡しされている事情から国有化されることになった。
- 1894年（明治27年）10月 仮免状下付[6]
- 1896年（明治29年）2月8日 免許状下付[7]
- 1898年（明治31年）4月5日 大阪 - 安治川口間を開業。大阪－福島間は連絡工事未完成のため貨物運輸のみ[8]
- 1899年（明治32年）4月1日[9]もしくは5月1日[10] 大阪－福島間の旅客営業を開始
- 1900年（明治33年）4月25日 安治川口-京都間直通貨物列車運転開始
- 1901年（明治34年）11月 肥後銀行[11]から約束手形で借り入れた5000円が返済不能となり、有体動産及び運輸収入の差押を受ける[12]
- 1904年（明治37年）1月14日 仮免状下付（安治川口-桜島町間）[13]
- 1904年（明治37年）6月22日 免許状下付（安治川口-桜島町間）[14]
- 1904年（明治37年）12月1日 運輸営業を廃止。鉄道作業局が継承[15]
- 1905年（明治38年）4月1日 安治川口－天保山（現在廃止）間開業[16]
- 1906年（明治39年）12月1日 鉄道国有法によりに国有化。後の西成線となった

## 路線・駅一覧

路線図（1906年11月30日）

- 大阪－西九条－桜島－天保山（4.7M）
大阪駅 - 福島駅 - 野田駅 - 西九条駅 - 安治川口駅 - 天保山駅（JRゆめ咲線桜島駅の約200m北 桜島駅#歴史）

## 輸送・収支実績
| 年度 | 乗客（人） | 貨物量（トン） | 営業収入（円） | 営業費（円） | 益金（円） |
| ---- | ---------- | -------------- | -------------- | ------------ | ---------- |
| 1898 | 131,677    | 32,314         | 32,278         | 21,528       | 10,750     |
| 1899 | 284,847    | 51,870         | 53,240         | 28,976       | 24,264     |
| 1900 | 391,625    | 93,457         | 53,754         | 34,321       | 19,433     |
| 1901 | 461,852    | 109,369        | 49,485         | 50,896       | ▲ 1,411    |
| 1902 | 525,528    | 139,610        | 56,703         | 57,535       | ▲ 832      |
| 1903 | 833,546    | 169,968        | 72,283         | 63,910       | 8,373      |
| 1904 | 601,621    | 128,612        | 58,062         | 64,321       | ▲ 6,259    |
| 1905 |            |                | 100,402        | 10,611       | 89,791     |

- 「官私設鉄道運輸延哩程累年表」「官私設鉄道営業収支累年表」『鉄道局年報』明治38年度（国立国会図書館デジタルコレクション）より

## 車両
機関車4、客車23、貨車227が引き継がれている。

### 蒸気機関車
形式甲1 - 1-4
1896年、英ダブス社製0-6-0 (C) 形タンク機
1900年、1を北海道官設鉄道、3を徳島鉄道に譲渡
鉄道院1150形 (1150, 1151)
1（2代）
1901年、英ナスミス・ウィルソン社製2-4-2 (1B1) 形タンク機
総武鉄道から譲受
北海道鉄道に譲渡。国有化後600形 (647)
1（3代）, 3（2代）
1903年、汽車製造製2-4-0 (1B) 形タンク機
鉄道院170形 (170, 171)

### 客車
すべて木製2軸車
- いろ1.2　2両　東京平岡工場製　定員一等12人二等16人　国有化後イロ303, 304（形式274） 一二等車　形式図
- いろ3　1両　東京平岡工場製　定員一等12人二等16人　国有化後イロ316（形式315） 一二等車　形式図
- は1-6　6両　東京平岡工場製　定員50人国有化後ハ2211-2216（形式2195） 三等車　形式図
- は7-16　10両　東京平岡工場製　定員50人　国有化後ハ2427-2436（形式2427） 三等車　形式図
- はふ1-4　4両　東京平岡工場製　定員30人　この車両のように明治時代の単車には張り出し窓がつけられている車両が多数存在しており、車掌が列車の状況を確認していた。国有化後ハニ3669-3672（形式3662）三等手荷物緩急車　形式図

リンク先は国立国会図書館デジタルコレクションの『客車略図 上巻』

### 貨車
- へ1-15、鉄道車両製造所製、鉄製有蓋貨車、鉄道院テハワ951形（951-965）
- に1-54、平岡工場製、有蓋貨車、鉄道院ワ15234形（15234-15287）
- にふ1-4、平岡工場製、有蓋緩急車、鉄道院ワフ4579形（4579-4582）
- ほ100-168、西成鉄道製、無蓋貨車、鉄道院ト16104形（15612-16580）
- ほ169-208、汽車製造松井工場三田製作所製、無蓋貨車、鉄道院ト16104形（16104-16123、16851-16590、16234-16243）
- ほ300-314、鉄道車両製造所製、無蓋貨車、鉄道院ト16244形（16591-16605）
- ほ315-318、320-324,三田製作所製、無蓋貨車、鉄道院ト16244形（16244-16252）
- ほ325-344、汽車製造製、無蓋貨車、鉄道院ト15862形（15862-15881）
- 『貨車略図』明治四十四年、鉄道院（復刻鉄道史資料保存会1990年）計226両と国有化時より1両足りない

### 車両数の推移
| 年度 | 機関車 | 客車 | 貨車 |
| ---- | ------ | ---- | ---- |
| 1898 | 4      | 23   | 127  |
| 1899 | 2      | 23   | 212  |
| 1900 | 2      | 23   | 227  |
| 1901 | 3      | 23   | 227  |
| 1902 | 3      | 23   | 227  |
| 1903 | 4      | 23   | 227  |
| 1904 | 4      | 23   | 227  |
| 1905 | 4      | 23   | 227  |

- 「私設鉄道現況累年表」『鉄道局年報』明治38年度（国立国会図書館デジタルコレクション）より